# Mosonmagyaróvár
Mosonmagyaróvár là một thành phố thuộc hạt Győr-Moson-Sopron, Hungary. Thành phố này có diện tích 85,35 km², dân số năm 2010 là 32605 người, mật độ 382 người/km².